# Tsonga (sprog)
Tsonga-sproget (xitsonga) er et bantusprog i det sydlige Afrika, som bliver talt af tsongafolket. Det blev skabt som skriftsprog i 1875 på missionsstationen Valdezia af schweiziske missionærer. Det bygger på en række talte bantusprog fra den afrikanske østkyst, så som xishangana, xigwamba, xinkuna, xihlengwe, xitembe, xivaloyi, xinyembani, xitswa, xironga, xichopi m.v. De schweiziske missionærer kaldte sproget 'thonga', men gav dem senere navnet 'tsonga'. I Mozambique bliver xitswa, xironga og xishangana (xishangaan) betragtet som selvstændige sprog.

## Teksteksempel
Fader vor i Tsonga:

Tata wa hina la nge matilweni,
vito ra wena a ri hlawuleke;
a ku te ku fuma ka wena;
ku rhandza ka wena a ku endliwe misaveni,
tanihi loko ku endliwa tilweni.
U hi nyika namuntlha vuswa bya hina bya siku rin'wana ni rin'wana;
u hi rivalela swidyoho swa hina,
tanihi loko na hina hi rivalela lava hi dyohelaka;
u nga hi yisi emiringweni,
kambe u hi ponisa eka Lowo biha,
Amen.

| Sprog | Spire Denne artikel om sprog er en spire som bør udbygges. Du er velkommen til at hjælpe Wikipedia ved at udvide den. |